# Osojnik (Dubrovnik)
Osojnik falu Horvátországban, Dubrovnik-Neretva megyében. Közigazgatásilag Dubrovnik községhez tartozik.

## Fekvése
A Dubrovnik városától légvonalban 6, közúton 16 km-re északnyugatra a Dubrovniki tengermelléken, a Dubrovnikból Mokošicán át a hercegovinai Grebcibe vezető út mellett, egy hegyektől övezett völgyben fekszik.

## Története
Osojnik nevét onnan kapta, hogy a felette magasodó hegy árnyékos (osoje = árnyékos hely) oldalán fekszik. Területe már ősidők óta lakott. A határában fekvő Močiljska-barlangban talált újkőkori és vaskori csontmaradványok, cseréptöredékek és más leletek alapján már az újkőkorszakban éltek itt emberek. Az itt élt első ismert nép az illírek voltak, akik az i. e. 2. évezredtől fogva éltek itt magaslatokon épített erődített településeken és kövekből rakott halomsírokba temetkeztek. Halomsírjaikból mintegy negyven található szétszórtan a település határában is többek között a Szent Illés kápolna közelében, valamint a Zirine, Ivan Dol és Korita nevű helyeken. A Močiljska-barlangot ebben a korban nemcsak élőhelyként, hanem temetőként is használták. Erre utal az itt talált sok emberi csontváz. Cseréptöredékek kerültek elő a hercegovinai határ közelében fekvő Krivača-barlangból is. Az illírek i. e. 35-ig uralták a térséget, amikor Octavianus hadai végső győzelmet arattak felettük. A Nyugatrómai Birodalom bukása után 493-tól a keleti gótok uralták a területet. 535-ben Dalmáciával együtt a Bizánci Császárság uralma alá került. A horvátok ősei a 7. században érkeztek Dalmáciába és csakhamar megalapították első településeiket. Ezek elsőként a termékeny mező melletti, ivóvízzel rendelkező helyeken alakultak ki.
A horvát tengermelléknek ez a része a Neretvától Dubrovnik városáig a középkori Zahumljéhez tartozott, mely kezdetben a horvát nemzeti királyoktól, majd a 12. századtól a horvát-magyar királyoktól függőségben (Hum, Chum néven) önálló hercegséget képezett. Mihály humi herceget („dux Chulmorum”) már a 10. században említik. A 12. században a Zahumlje térségének zavaros történeti időszakában átmenetileg a raškai uralkodók uralma alá került, de 1154-ben Borics bosnyák bán megszerezte tőlük. 1198-ban Endre horvát-szlávón herceg visszaszerezte a magyar koronának, de ténylegesen a Nemanjić-dinasztia hercegei uralkodtak felette. 1326-ban újra a bosnyák bánok uralma alá került, majd Dusán István szerb király foglalta el. 1362-ben visszaszerezték a horvát-magyar királyok, majd 1382-ben I. Tvrtko bosnyák király kezére került. Végül 1399-ben megszerezte a Raguzai Köztársaság. Ez évben említik először Szent Györgynek szentelt templomát is, mely valószínűleg ekkoriban épült az újonnan megszerzett terület (˝Terae novae˝) egyik első templomaként. A 16. és 17. században a zatoni plébánia része volt, majd a 17. század második felében önálló plébánia lett.
A Raguzai Köztársaság bukása után 1806-ban Dalmáciával együtt ez a térség is a köztársaságot legyőző franciák uralma alá került, de Napóleon bukása után 1815-ben a berlini kongresszus Dalmáciával együtt a Habsburgoknak ítélte. A településnek 1857-ben 528, 1910-ben 616 lakosa volt. 1918-ban az új szerb-horvát-szlovén állam, majd később Jugoszlávia része lett. A délszláv háború során 1991. október 1-jén kezdődött a jugoszláv hadsereg (JNA) támadása a Dubrovniki tengermellék ellen. Az elfoglalt települést a szerb erők kifosztották és felégették. 1992. májusáig lényegében lakatlan volt. Az Osojnik környéki felszabadító harcokban 1992 áprilisában és májusában 101 horvát katona esett el, akik tiszteletére emlékművet állítottak. A háború után rögtön elkezdődött az újjáépítés. A településnek 2011-ben 301 lakosa volt, akik főként mezőgazdasággal, állattartással foglalkoztak.

## Népesség
| Lakosság változása | Lakosság változása | Lakosság változása | Lakosság változása | Lakosság változása | Lakosság változása | Lakosság változása | Lakosság változása | Lakosság változása | Lakosság változása | Lakosság változása | Lakosság változása | Lakosság változása | Lakosság változása | Lakosság változása | Lakosság változása |
| ------------------ | ------------------ | ------------------ | ------------------ | ------------------ | ------------------ | ------------------ | ------------------ | ------------------ | ------------------ | ------------------ | ------------------ | ------------------ | ------------------ | ------------------ | ------------------ |
| 1857               | 1869               | 1880               | 1890               | 1900               | 1910               | 1921               | 1931               | 1948               | 1953               | 1961               | 1971               | 1981               | 1991               | 2001               | 2011               |
| 528                | 526                | 540                | 470                | 636                | 616                | 603                | 582                | 545                | 527                | 456                | 407                | 368                | 392                | 321                | 301                |

## Nevezetességei

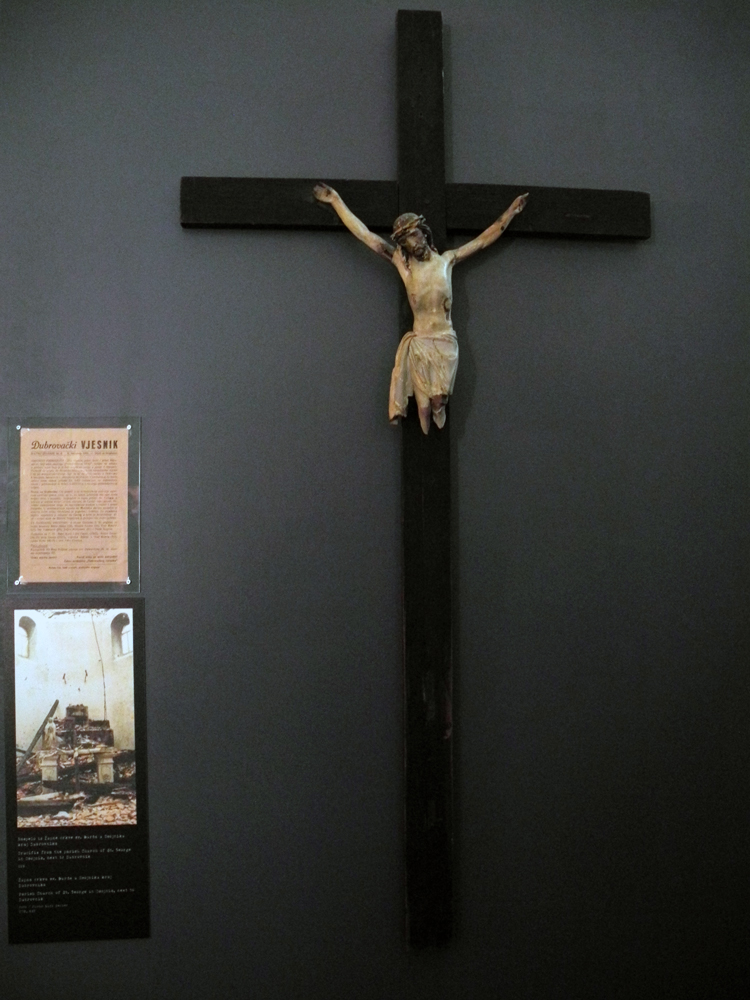
Kereszt a lerombolt Szent György templomból a Horvát Történeti Múzeumban

- A Szent György plébániatemplom azon a helyen épült, ahol a falu régi, 14. századi plébániatemploma állt. Felszentelése 1925-ben volt. Körülötte középkori temető található több régi sírkőlappal és töredékkel. A templomot 1991-ben szerb gránáttalálat érte, melynek következtében megrongálódott. Ezután kifosztották és felgyújtották. A háborút követően teljesen újjáépítették.
- Az Irgalmas Szűzanya tiszteletére szentelt temploma a 17./18. században épült.
- Szent Illés kápolna
- Szent Anna kápolna
- A Močiljska-barlang a településtől délkeletre, az Osojnikra vezető aszfaltozott úttól 200 méterre nyugatra, a Močilja-hegy délkeleti lejtőjén található. Hosszúsága 938 méter, mélysége 138 méter. A bejárattól folyamatosan lejtő főágból még mintegy tíz, kis mellékág ágazik el. Kutatása 1919-ben kezdődött, ennek során megállapították, hogy története mintegy 70 ezer évvel ezelőtt a késői pleisztocén korban kezdődött. A bejárattól mintegy 50 méterre megtalálták a barlangi medve (Ursus spelaeus) és a mormota (Marmota marmota) maradványait, mely utóbbi fajnak a legdélebbi előfordulása. Mellettük mintegy ötven állatfaj jelenlétét mutatták ki. A barlangnak történeti jelentősége is van, hiszen itt találták meg az ember legrégibb nyomait a dubrovniki térségben. A legrégibb leletek a neolitikumból származó cseréptöredékek, melyeket még 1919-ben talált itt Miho Kusijanović és fia Branimir. A barlangban egy vaskori illír temető maradványai is előkerültek, melyet az i. e. 15. és 11. század közötti időben használtak. Geomorfológiai, paleontológiai és archeológiai értékei miatt a barlangot 1963-ban védetté nyilvánították.
- A Krivača-barlang a Goli-hegy északi oldalán, a hercegovinai határ közelében fekszik. Egyetlen, 43 méter hosszú járatból áll. A barlangból cseréptöredékek kerültek elő, de megtalálták a barlangi medve nyomait is.
- Az U Gaju barlang Osojniktól 1 km-re délkeletre található. A barlang 20 méter hosszú és 4 méter mélységű.
- A határában levő Cijak nevű magaslaton történelem előtti várromok találhatók.
- A falutól 1 km-re délkeletre fekvő Gradinán történelem előtti vár romjai találhatók.
- A délszláv háborúban elesett horvát katonák emlékműve.
- Ókori halomsírok a település határában.

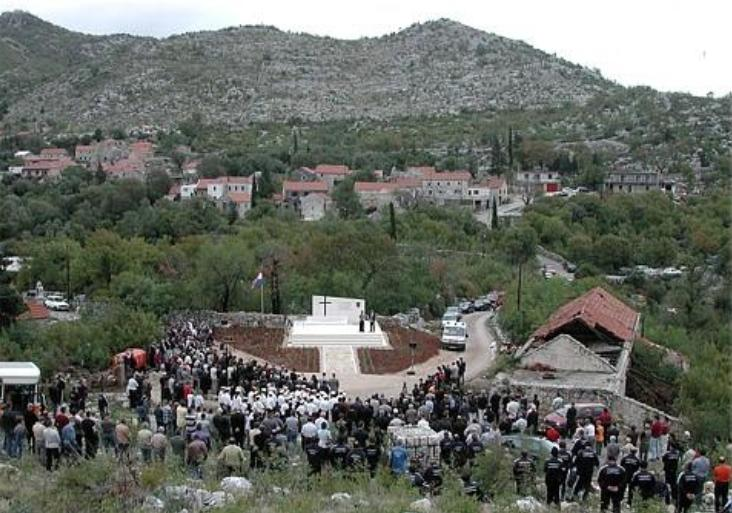
Megemlékezés a hősi emlékműnél.

## Gazdaság
Gazdaságilag fejletlen elővárosi jellegű település. A helyi gazdaság  alapját a mezőgazdaság és az állattartás képezi. A település közelében található a térség egyik legnagyobb vágóhídja. 
A közelben építik a Ploče felől Dubrovnikba haladó autópályát, melynek megépülésétől a település gazdasági fellendülését remélik.

## Kultúra
A település kulturális egyesülete a „KUD Sveti Juraj Osojnik” kulturális és művészeti egyesület.

## Sport
- ”Torcida Osojnik” bocsaklub
- ”MNK Osojnik” kispályás labdarúgóklub

## Fordítás
Ez a szócikk részben vagy egészben  az   Osojnik című horvát Wikipédia-szócikk ezen változatának fordításán alapul.  Az eredeti cikk szerkesztőit annak laptörténete sorolja fel. Ez a jelzés csupán a megfogalmazás eredetét és a szerzői jogokat jelzi, nem szolgál a cikkben szereplő információk forrásmegjelöléseként.
Ez a szócikk részben vagy egészben  a   Močiljska špilja című horvát Wikipédia-szócikk ezen változatának fordításán alapul.  Az eredeti cikk szerkesztőit annak laptörténete sorolja fel. Ez a jelzés csupán a megfogalmazás eredetét és a szerzői jogokat jelzi, nem szolgál a cikkben szereplő információk forrásmegjelöléseként.